# Station Ménil-Hubert - Pont d'Ouilly
Station Ménil-Hubert - Pont d'Ouilly is een spoorwegstation in de Franse gemeente Ménil-Hubert-sur-Orne. Het station is gesloten.